# Волга (стадион, Саратов)
«Стадио́н Во́лга» — стадион в Заводском районе Саратова, располагается на площади Орджоникидзе, ворота выходят на проспект Энтузиастов.

## История
Стадион был построен в 1950-х годах. Со времени постройки до 1990-х годов находился на балансе и содержании Саратовского авиационного завода. На стадионе тренировались не только работники предприятия, но и их дети. Особо успешно работала детско-юношеская легкоатлетическая школа. Для занятия в этой школе были построены специальные секторы, беговая дорожка и 135-метровый крытый манеж для прыжков. Также успехом пользовались секция хоккея и мини-футбола.
В 2003 году авиационный завод продал стадион подразделению ОАО «Газбытсервис» — компании «Химбытсервис». Стадион «Волга» передан в оперативное управление ООО «Культурно-спортивный комплекс „Юность“», учредителем которого является ОАО «Газбытсервис».
На территории стадиона функционирует частная автошкола, которая проводит уроки вождения на резервном поле стадиона. Для полноценной работы стадиона требуется реконструкция трибун, футбольного поля, но в программе реконструкции спортивных объектов Саратова стадиона нет. Есть планы по полной реконструкции стадиона со строительством трёх бассейнов, крытого поля для мини-футбола, комментаторских трибун для ведения трансляций, а также спа-салона. Проект находится на стадии обсуждения и решения по поводу проведения реконструкции пока не принято.
Стадион долгое время находился в плачевном состоянии и его будущее было неясным. Однако в сентябре 2018 года во время очередного визита В. Володина в Заводской район Саратова местные жители пригласили спикера на стадион «Волга»: к Володину обратились родители детей, занимающихся на стадионе, и рассказали о его удручающем состоянии. Было принято решение реконструировать стадион «Волга». Первый этап реконструкции стадиона начался летом 2019 года: было уложено резиновое покрытие на беговых дорожках и легкоатлетических секторах стадиона, установлены две мачты освещения, появились искусственное газонное покрытие футбольной площадки, асфальт, установлена площадка для воркаута и силовой подготовки, восстановлено ограждение стадиона. На втором этапе реконструкции снесены старые аварийные трибуны и вместо них построено здание из легковозводимых конструкций, где разместится беговой манеж с душевыми, раздевалками, тренерскими кабинетами.

## Работа стадиона
На стадионе базируется МУДОД[неизвестный термин] «Специализированная детско-юношеская школа олимпийского резерва 14 — Волга».
Занятия проводятся по 4 видам спорта: футзал, легкая атлетика, художественная гимнастика и лыжные гонки. Занятия проводят 22 преподавателя, из которых 13 — высшей категории и 3 — первой. Всего занимаются 1028 учащихся.

## Интересные факты
- На стадионе «Волга» тренировались двукратная чемпионка мира по прыжкам в длину Людмила Галкина[7], чемпион Европы, рекордсмен СССР Евгений Ломтев и десятикратный рекордсмен Советского Союза Владимир Просин[8].
- 13 марта 2002 года на стадионе при 2500 зрителей был сыгран матч между дублями саратовского «Сокола» и московского ЦСКА. Матч закончился со счётом 3:0 в пользу хозяев[9].